# Васильєв Василь Павлович
Васи́ль Па́влович Васи́льєв (20 лютого (4 березня) 1818, Нижній Новгород — 27 квітня (10 травня) 1900, Санкт-Петербурґ) — російський вчений-синолог, буддолог, санскритолог. Академік Петербурзької АН (1886; член-кореспондент — 1866). Декан Східного факультету СПбУ (1878–1893).

## Життєпис
Син дрібного чиновника, В. П. Васильєв у 6 років був відданий у повітове училище і закінчив тут курс вперше у 9 років, після чого був призначений у Нижньогородський повітовий суд на посаду копіїста; але після указу 1827 р., яким дозволялося зараховувати на державну службу молодих людей не раніше 14-річного віку, батько В. П. Васильєва знову відправив його у третій клас повітового училища, з якого 1828 року В. П. Васильєв переведений до гімназії.
1834 року В. П. Васильєв поступив до Казанського університету і слухав тут лекції у відділі східних мов історико-філологічного факультету. Закінчив курс у 1837 р. Услід за цим йому було запропоновано відправитися до Пекіну разом з російською духовною місією для вивчення санскриту, тибетської і китайської мов. Прийнявши цю пропозицію, В. П. Васильєв два роки готувався до майбутньої поїздки і, в той же час, зайнявся вивченням буддизму за монгольськими джерелами. Результатом цих занять була перша, не видана у пресі, вчена робота, названа "Дух Алтан — герел'а " (про Сутру Золотого Блиску), яка містить у собі детальний розбір основ буддійської філософії. За ту працю В. П. Васильєв отримав ступінь маґістра східної словесності.